# Jacopo (giurista)
Jacopo (... – 1178) è stato un giurista e glossatore medievale italiano, molto probabilmente allievo di Irnerio.
Non si sa molto della vita di Jacopo.
Conosciuto anche come Jacobus o Iacopo di Porta Ravennate nacque all'inizio del XII secolo e dovette essere allievo di Irnerio nella scuola bolognese dei glossatori anche se alcuni storici contestano tale affermazione. Gli altri dottori della scuola suoi contemporanei furono Bulgaro, Martino Gosia e Ugo di Porta Ravegnana. Jacopo fu autore di molte parti della glossa del Corpus iuris civilis. Morì nel 1178.